# Tramvajová doprava v Liberci
Krajské město Liberec je jedním z měst v Česku, kde je provozována tramvajová doprava. Provozovatelem je Dopravní podnik měst Liberce a Jablonce nad Nisou (do roku 2010 pod názvem Dopravní podnik města Liberce). Původně byla síť úzkorozchodná (1000 mm), v roce 1960 byly některé tratě ve městě zrušeny. V letech 1990–2005 proběhla postupná přestavba městské trati na normální rozchod 1435 mm, na což navázala v letech 2009–2024 také úprava meziměstské trati do Jablonce nad Nisou. Úzký rozchod koleje (poslední v tramvajové síti v Česku) tak zůstal pouze ve formě splítky na městské trati mezi vozovnou a Lidovými sady a od roku 2021 není v pravidelném provozu využíván. V územním plánu je zakresleno několik nových tratí (do Rochlice, Vesce, Ruprechtic a Pavlovic).
V roce 2012 byly provozu čtyři denní a jedna historická linka. Celková délka tratí dosahuje 21,5 km. Pod hlavičkou libereckého dopravního podniku funguje také sdružení Boveraclub, které se zabývá renovacemi historických tramvají. V plánu je také vybudování muzea historie tramvajové dopravy.

## Historie

### Začátky provozu

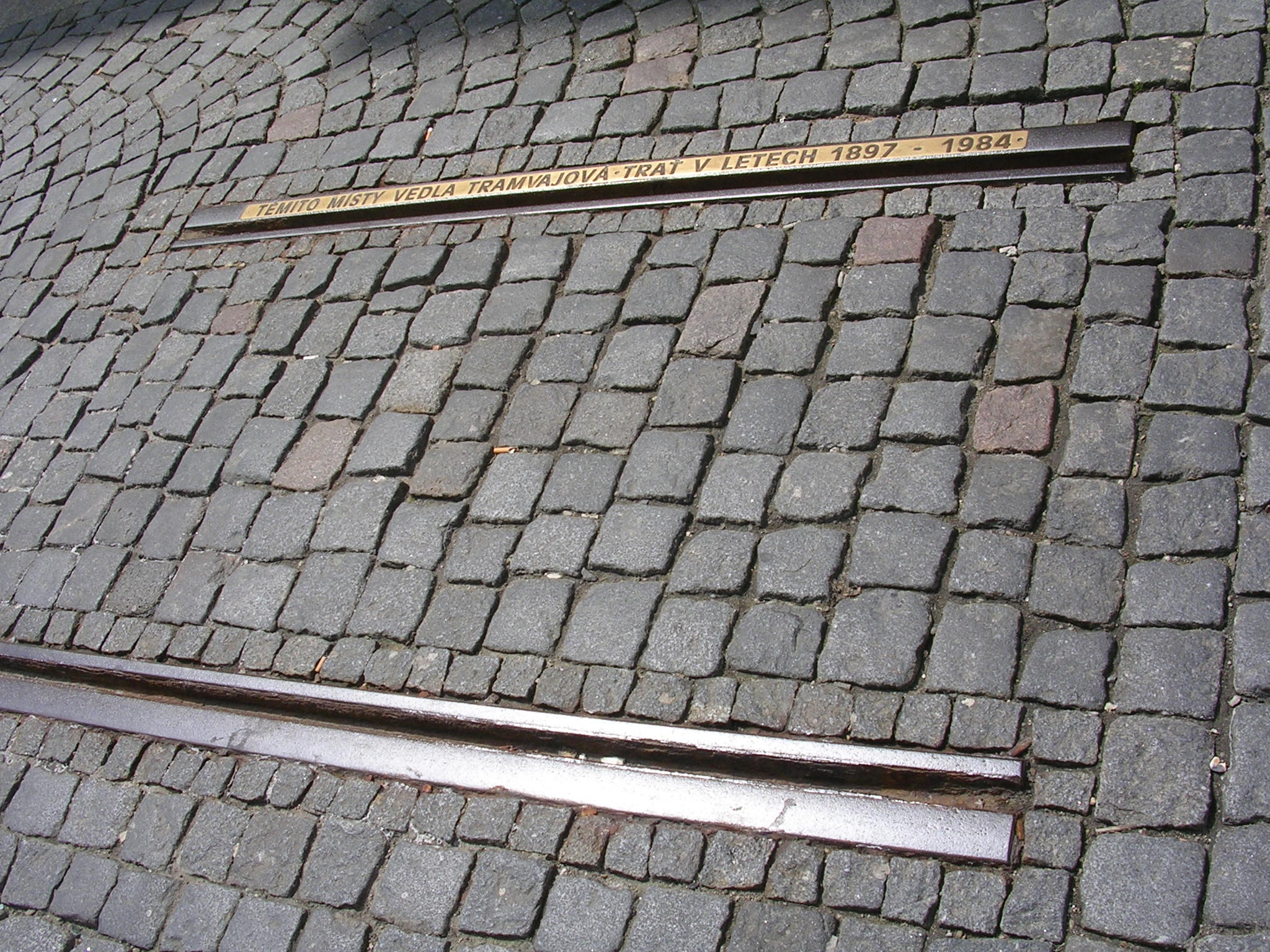
Pamětní kolej v Pražské ulici, připomínající zrušenou jednokolejnou trať (druhá kolej pro opačný směr se nacházela v Moskevské ulici)

11. září roku 1894 schválila rada města Liberce návrh na výstavbu tratě elektrické tramvaje, s rozchodem 1000 mm. Bylo to v době, kdy jediný elektrický tramvajový provoz na území dnešní ČR byl v Praze (Křižíkova elektrická dráha na Letné), díky tomu se tak Liberec zařadil k nejmodernějším městům v Česku. Výstavba začala v květnu 1897, o tři měsíce později byla trať dokončena, a 25. srpna téhož roku byl na ní slavnostně zahájen provoz. První úsek začínal u vlakového nádraží, odkud vedl dvoukolejně ulicí 1. máje až k mostu přes Nisu, kde se rozdvojoval a ulicemi Jánskou a 1. máje pokračoval na Soukenné náměstí. Raritou byl v té době pravostranný provoz tramvají. Odtud opět pokračoval každý směr zvlášť na Benešovo náměstí: nahoru procházela trať Revoluční a Moskevskou, dolu mířila ulicí Pražskou. Dále byla trať jednokolejná (dvoukolejná od 12. června 1907) s výhybnami a vedla na prozatímní konečnou stanici Městský lesík (dnešní Zoologická zahrada). Od listopadu 1897 se pak jezdilo až k dnešní konečné, do Lidových sadů. Elektrická dráha si velmi rychle získala oblibu veřejnosti: v roce 1898 přepravila 800 000 cestujících. Z technických důvodů byl již od začátku provozu zaveden pravostranný provoz.
V roce 1899 byla zprovozněna trať do Rochlice, na začátku 20. století probíhala výstavba nových tratí do Růžodolu I (1904) a do Horního Hanychova (1912). Na podzim roku 1906 byla z důvodu Německo-české výstavy postavena speciální trať pro dopravu návštěvníků, ta však byla téhož roku po ukončení výstavy demontována. V roce 1908 byla tramvajová vozovna přestěhována z areálu elektrárny na dnešní místo v Nitranské ulici. Od roku 1912 se začaly objevovat i tramvaje s tzv. lyrovými sběrači, namísto s původními tyčovými. Do roku 1914 bylo do Liberce dodáno 32 motorových a 8 vlečných vozů.
Počáteční tramvajové nadšení však ukončila 1. světová válka. Mnozí zaměstnanci narukovali a provoz tak musel být značně omezen. Tramvaje sloužily také k přepravě raněných vojáků od nádraží k městským lazaretům (od 29. listopadu 1914). Na konci července 1915 se ve službě průvodčích poprvé objevily ženy.

### Meziválečné období

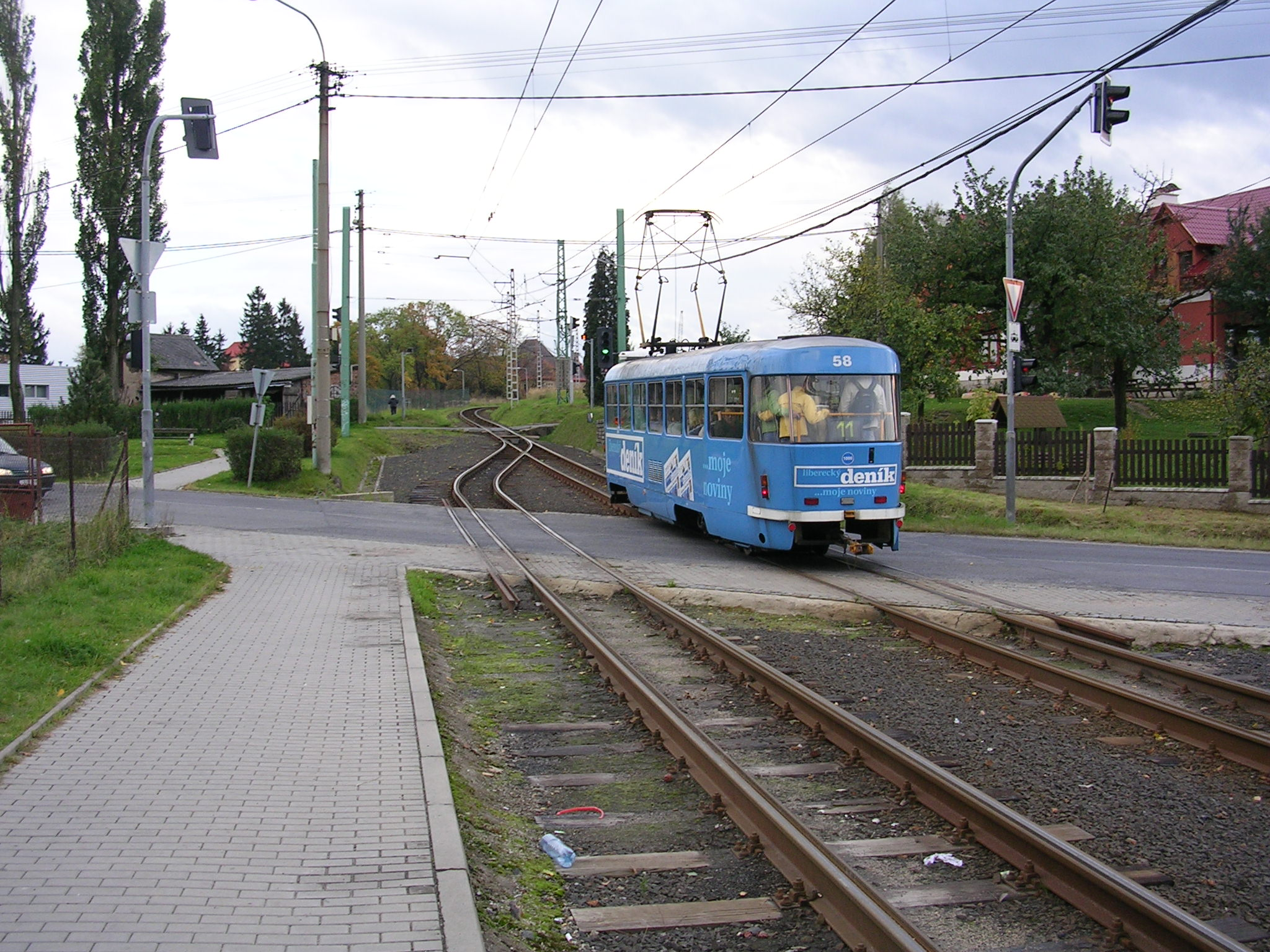
Tramvaj Tatra T3 odjíždí ze zastávky a výhybny Nová Ruda

Do této doby byla liberecká elektrická dráha téměř čistě německým podnikem s němčinou jako úředním jazykem, až roku 1925 bylo Ministerstvem železnic nařízeno dvojjazyčné označení. Vozový park byl rozšířen o 10 vozů ze Studénky a dalších sedm z České Lípy. 13. prosince 1924 bylo také poprvé zavedeno číslování linek:
1. Nádraží – Lidové sady
2. Rochlice – Růžodol I
3. Soukenné náměstí – Horní Hanychov
4. Lidové sady – Pekárny (od 1934)

V této době mnoho tratí budováno nebylo. Trať končící v Růžodolu byla prodloužena asi o 700 m k restauraci Letka, v roce 1934 pak vznikla spojovací trať od nádraží k Viaduktu (původní úsek Soukenné náměstí - Viadukt byl zrušen), která byla v roce 1940 zdvoukolejněna.
Zatímco roku 1929 bylo přepraveno 8 milionů pasažérů, během hospodářské krize počet klesl na 5,4 miliónu a ztráty na příjmech ve výši 1 miliónu korun musely být řešeny reklamními tabulemi na vozech.

### Doba socialismu

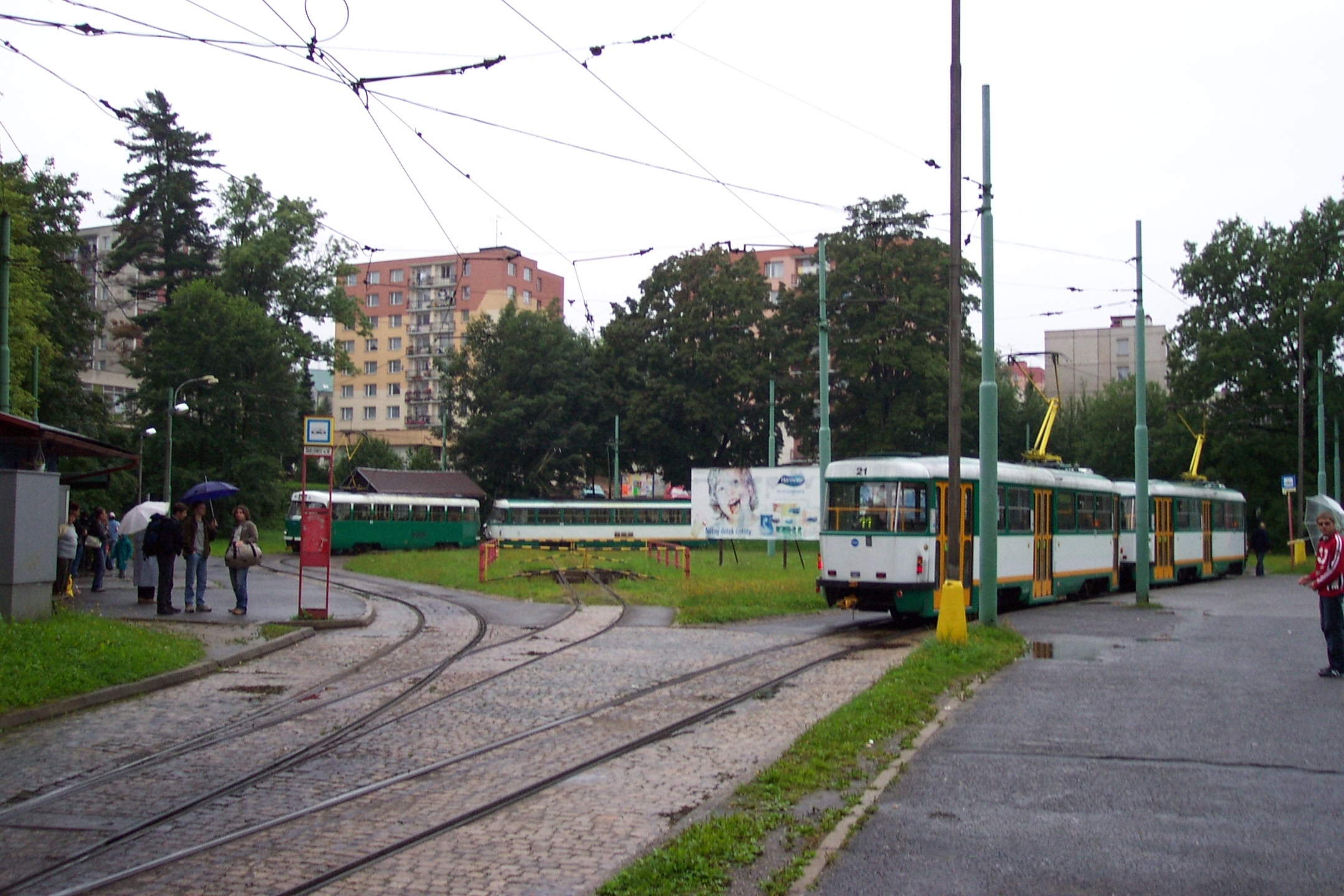
Konečná libereckých tramvají v Jablonci nad Nisou

Hlavní stavbou, která se po válce v liberecké tramvajové dopravě konala, bylo v roce 1955 propojení jablonecké a liberecké tramvajové sítě, a to podle již dlouhou dobu existujících plánů. K 31. říjnu 1960 byly pod tlakem doby zrušeny tratě do Rochlice a Růžodolu. To bylo ale poslední velké rušení tratí ve městě (na rozdíl od sousedního Jablonce). V 70. letech byla kompletně zrekonstruována meziměstská trať do Jablonce. Přitom byla zrušena bloková smyčka poblíž centra Jablonce a trať byla zkrácena do nové smyčky v Pasířské ulici. V roce 1984 byly přeloženy obě jednokolejné tratě v centru do své dnešní polohy (dnes je v ulicích Pražská i Moskevská zasazena pamětní kolejnice na počest této zrušené trati). Koncem 80. let se začala jevit stále důležitější potřeba upravit rozchod kolejí z 1000 na 1435 mm, jako to bylo ve všech městech tehdejší ČSSR (kromě Bratislavy). Přestavba městské trati se ale uskutečnila až v 90. letech.
Posledními dodanými dvounápravovými tramvajemi byl jednotný typ 6MT. Kvůli nemožnosti provozu vozů Tatra T1 na úzkém rozchodu byly prvními vozy koncepce PCC v Liberci tramvaje Tatra T2 (dodávané od 1959, v letech 1956 a 1957 byl zde rovněž zkoušen druhý prototyp tohoto typu). Od roku 1965 jsou v provozu vozy Tatra T3. Poslední z nich (v provedení T3SUCS) přišly do Liberce v roce 1987. O rok později byl zde ukončen provoz vozů T2. Ty se však v Liberci ještě jednou objevily (viz 90. léta).

### 90. léta

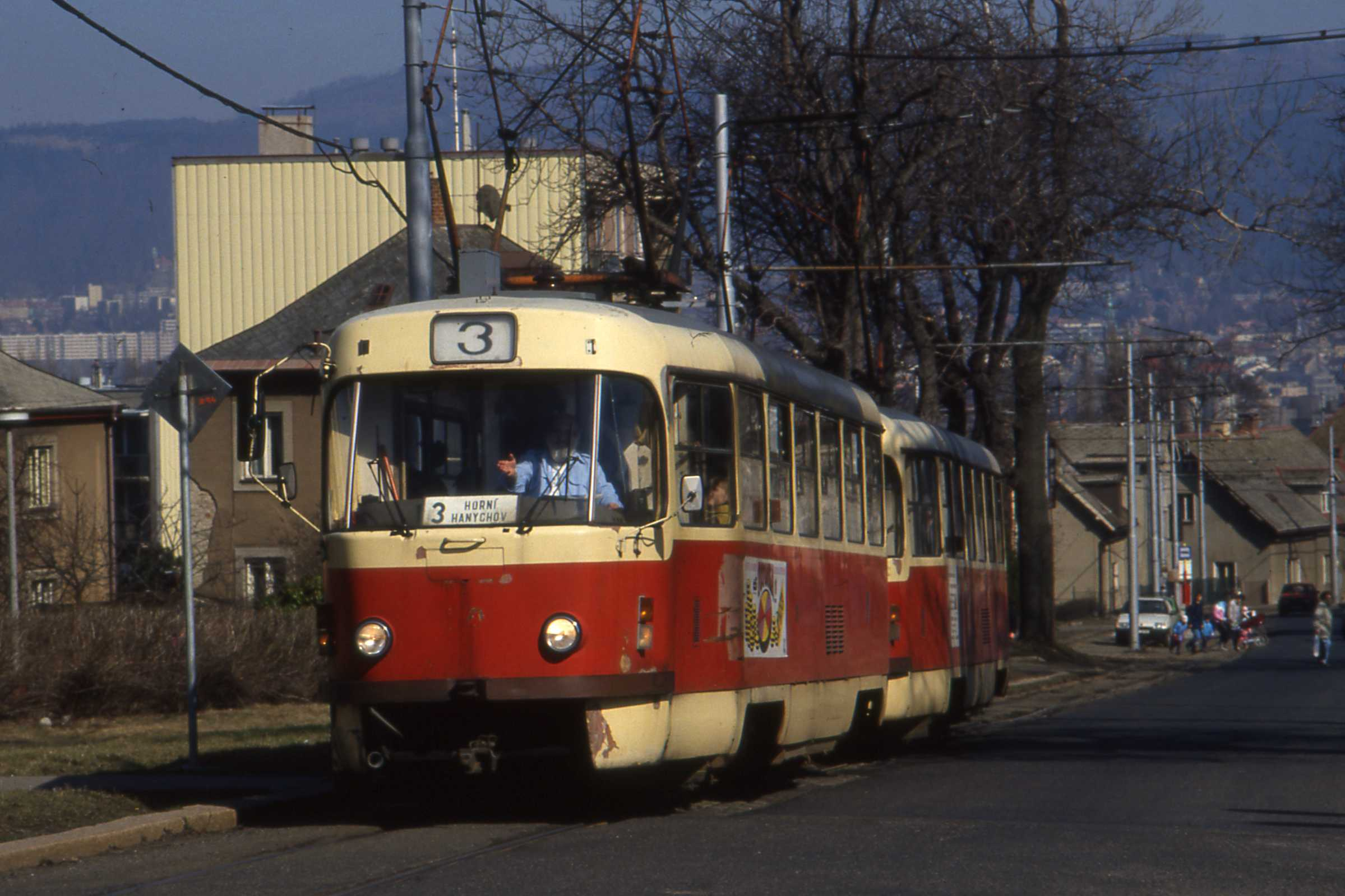
Tramvaj T3SUCS v roce 1994

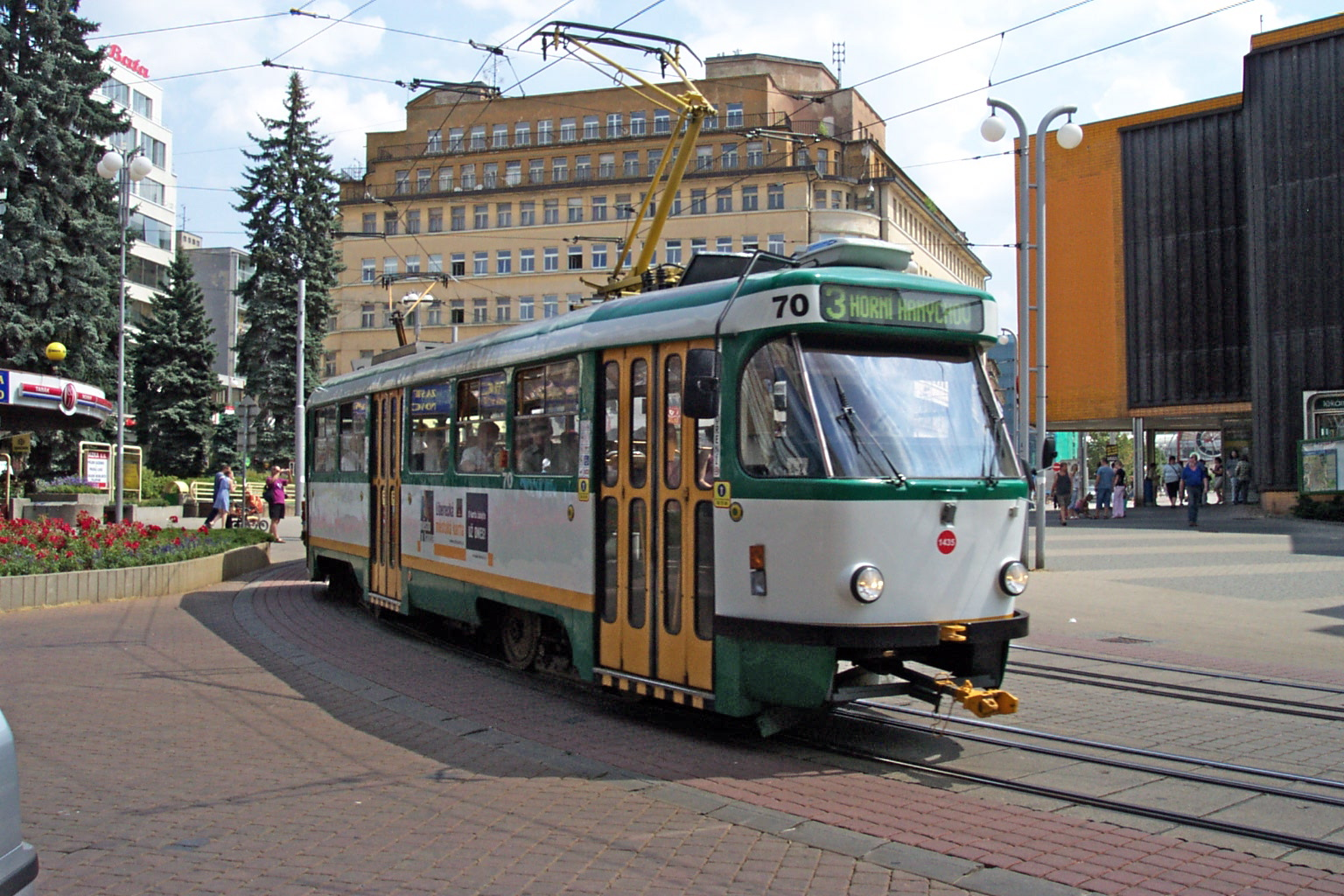
Tramvaj T3M.04 (Škoda 02T) na Soukenném náměstí

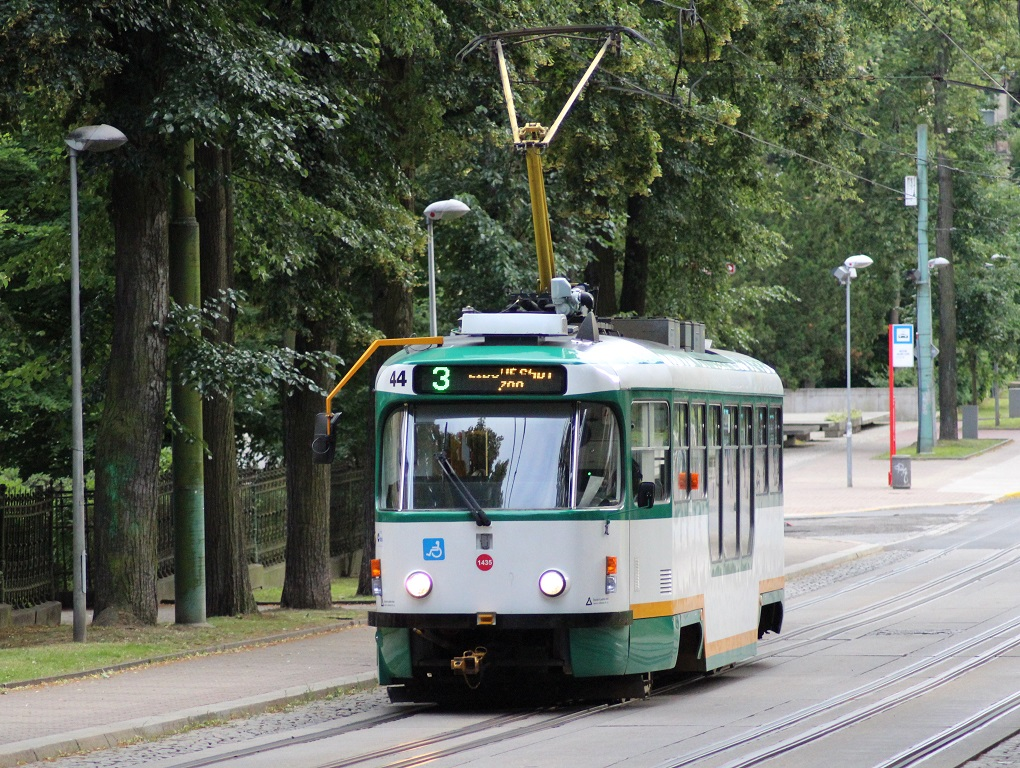
Tramvaj T3R.SLF

V této době byla nejdůležitější modernizace celé městské trati. Přestavba probíhala v několika etapách od roku 1990 do roku 1998, kdy 14. srpna vyrazily do města první tramvaje na rozchodu 1435 mm. Již v roce 1995 byl na Fügnerově otevřen moderní Terminál MHD, který je zároveň i symbolem libereckých tramvají. Přerozchodovaná trať má v úseku Lidové sady – Viadukt v každém směru tři kolejnice, takže je na ní umožněn provoz i úzkorozchodných tramvají (což umožňuje zatažení tramvají z meziměstské linky do vozovny i provoz historického vozu na městské trati). V letech 1998 až 2001 byl zrekonstruován další úsek městské trati - z dočasné konečné Kubelíkova do Dolního Hanychova. Mezi roky 2004 a 2005 byla pak dokončena poslední část rekonstrukce trati v úseku Dolního Hanychova až Horního Hanychova.
Na přelomu let 1993 a 1994 byl do Liberce zapůjčen pražský vůz Tatra T3M č. 8106, který byl v běžném provozu s cestujícími určen pro porovnání úspor novějších elektrických výzbrojí oproti starším, které byly dopravním podnikem stále používány (tento vůz je dnes v Liberci provozován jako historický). Z důvodu nedostatku tramvají zakoupil Dopravní podnik města Liberce v polovině 90. let osm ojetých vozů Tatra T2R z Ostravy. Liberec se tak stal poslední městem na světě, kde byla typová řada T2 provozována v běžném denním provozu. V polovině 90. let bylo v plzeňské Škodě Dopravní technika rekonstruováno několik tramvají typu T3 na typ T3M.04 (Škoda 02T). V roce 1998 byl do Liberce dodán prototyp nízkopodlažní tramvaje Tatra RT6S, který však byl kvůli mnoha závadám od roku 2003 dlouhodobě odstaven a nakonec v roce 2013 odprodán soukromému zájemci z Vrchlabí, který z něj zamýšlel vytvořit kavárnu a pokladnu pro místní lanovou dráhu.

### 21. století

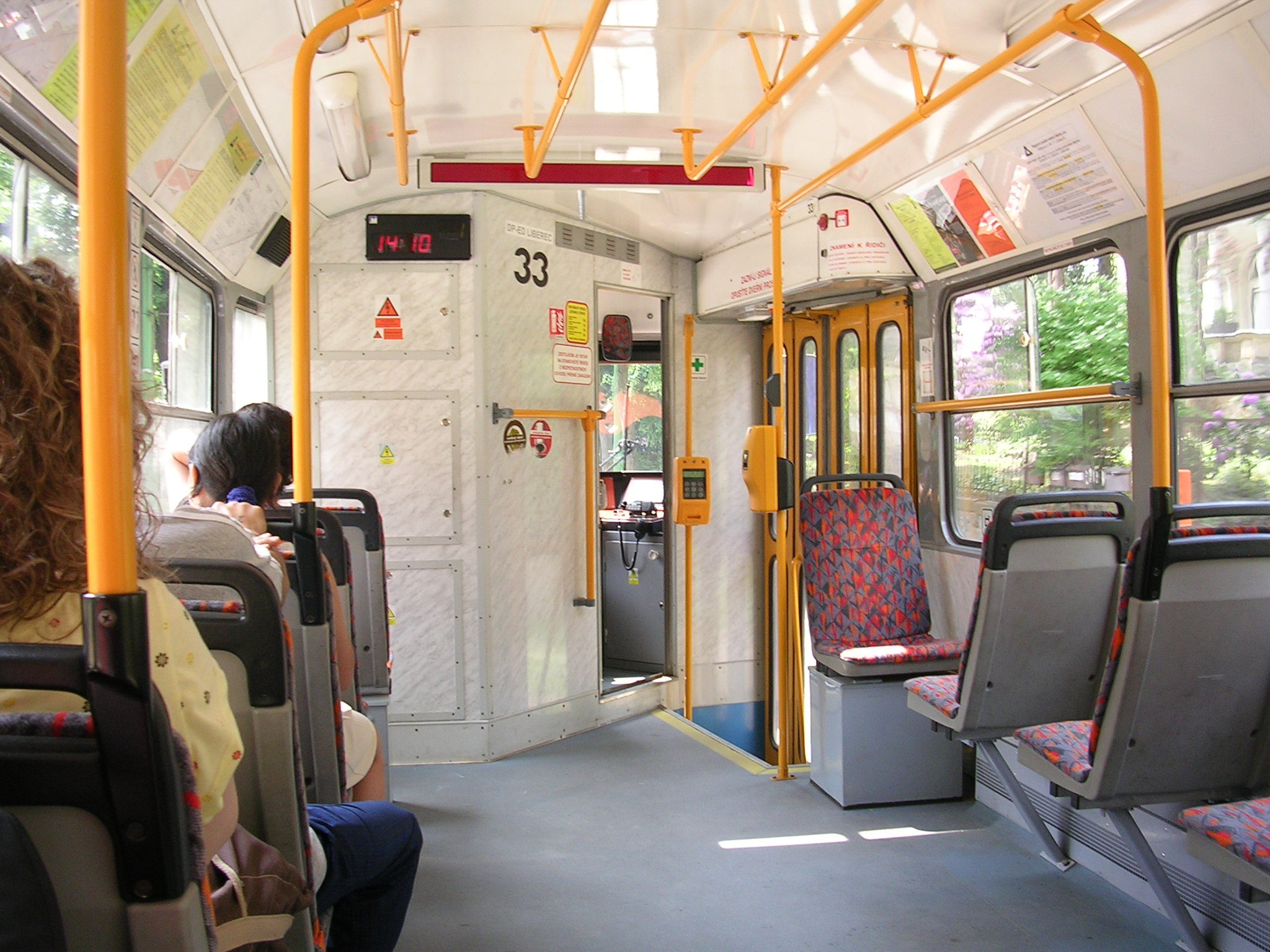
Interiér libereckého vozu T3R.PV

Po přelomu tisíciletí jsou tramvaje T2 a T3 modernizovány, a to formou novostaveb. Většina vozů T2R byla z běžného provozu odstavena v prvních letech 21. století, po roce 2006 zůstala provozní jediná dvojice modernizovaných tramvají T2R. Od roku 2003 do roku 2008 byly do Liberce dodávány vysokopodlažní vozy Tatra T3R.PV a od roku 2005 do roku 2008 částečně nízkopodlažní tramvaje Tatra T3R.PLF. V roce 2012 byl do provozu zařazen prototyp tramvaje EVO2, po kterém měla následovat sedmikusová série, jež však byla zrušena. V témže roce spatřila světlo světa modernizovaná tramvaj Tatra T3R.SLF, která se od T3R.PLF liší pouze v elektrické výzbroji. Série těchto tramvají se stále rozrůstá.
V listopadu 2018 byly odstaveny poslední dvě provozované tramvaje T2 na světě, vozy T2R č. 18 a 19. Veřejná rozlučka s těmito vozidly proběhla 17. listopadu 2018. Tyto dvě tramvaje odkoupil Dopravní podnik hl. m. Prahy a po rekonstrukci je používá na retrolince 23.
Dne 17. července 2021 byly naposledy v pravidelném provozu tramvaje na rozchodu 1000 mm na meziměstské trati do Jablonce. O den později byla uspořádána oficiální rozlučka s úzkým rozchodem v liberecké tramvajové síti, která skončila krátce po půlnoci 19. července. Později toho dne byly zahájeny stavební práce na přerozchodování úseku U Lomu – Vratislavice, výhybna. Provoz na normálněrozchodné trati do Vratislavic byl zahájen 6. listopadu 2021. Meziměstský úsek z Vratislavic do Jablonce zůstal od července 2021 mimo provoz, jeho rekonstrukce a přestavba na normální rozchod započala na přelomu dubna a května 2022. Dokončení prací bylo plánováno na duben 2023, ale termín byl několikrát posunut. Zahájení normálněrozchodného provozu na modernizované trati mezi Vratislavicemi a Jabloncem se tak uskutečnilo 1. května 2024.
Při rekonstrukci úseku z Rybníčku k Viaduktu byla na přelomu února a března 2022 zrušena část tamní kolejové splítky, takže možnost provozu na metrovém rozchodu zůstala v Liberci od té doby pouze na tříkolejnicové splítce s normálním rozchodem na městské trati v úseku vozovna – Lidové sady.

## Síť

### Seznam tratí
- Tramvajová trať Lidové sady – Horní Hanychov
- Tramvajová trať Liberec – Jablonec
- Tramvajová trať Liberec, radnice – Růžodol I (zrušena)
- Tramvajová trať Liberec–Rochlice (zrušena, plánuje se obnova)

Centrem nejen tramvajové dopravy v Liberci je terminál MHD Fügnerova. Mezi Rybníčkem a Nádražím se nachází tramvajová vozovna Mrštíkova.

### Linkové vedení
K listopadu 2011 byly v provozu celkem čtyři pravidelné denní linky č. 2, 3, 5 a 11. Ve vybrané dny v roce (státní svátky apod.) jezdí i historické tramvaje na speciální tramvajové lince č. 1 (případně č. 4).

### Budoucnost
Hlavní prioritou mnoha libereckých politických stran před volbami v roce 2006 byla výstavba trati do Rochlice. V roce 2008 začala stavba nové trati do Rochlice nultou etapou - rekonstrukcí terminálu MHD Fügnerova. První etapa, při které byl v roce 2009 zmodernizován úsek meziměstské trati Fügnerova – Mlýnská – Klicperova a zdvoukolejněn úsek U Lomu – Nová Ruda trvala pět měsíců. Druhá etapa proběhla v roce 2011 v úseku Klicperova - Textilana - U Lomu.
Zvažováno bylo i prodloužení trati v Horním Hanychově až k lanovce na Ještěd, prioritní je však výstavba trati do Rochlice.

## Vozový park
V Liberci se v osobním provozu používají následující typy tramvají:
| Obrázek      | Typ      | Modifikace a podtypy | Dodávky v letech (celkové dodávky) | Počet (k 10. 8. 2021) |
| ------------ | -------- | -------------------- | ---------------------------------- | --------------------- |
| Tatra T3R.PV | Tatra T3 | Tatra T3SUCS         | 1987 (1986–1987)                   | 4                     |
| Tatra T3R.PV | Tatra T3 | Tatra T3M.04         | 1996–1999                          | 19                    |
| Tatra T3R.PV | Tatra T3 | Tatra T3R.P          | 2003–2005                          | 5                     |
| Tatra T3R.PV | Tatra T3 | Tatra T3R.PV         | 2003–2008                          | 12                    |
| Tatra T3R.PV | Tatra T3 | Tatra T3R.PLF        | 2005–2007                          | 12                    |
| Tatra T3R.PV | Tatra T3 | Tatra T3R.SLF        | 2012–2021                          | 10                    |
| EVO2         | EVO2     | EVO2                 | 2012 (2012)                        | 1                     |

### Boveraclub

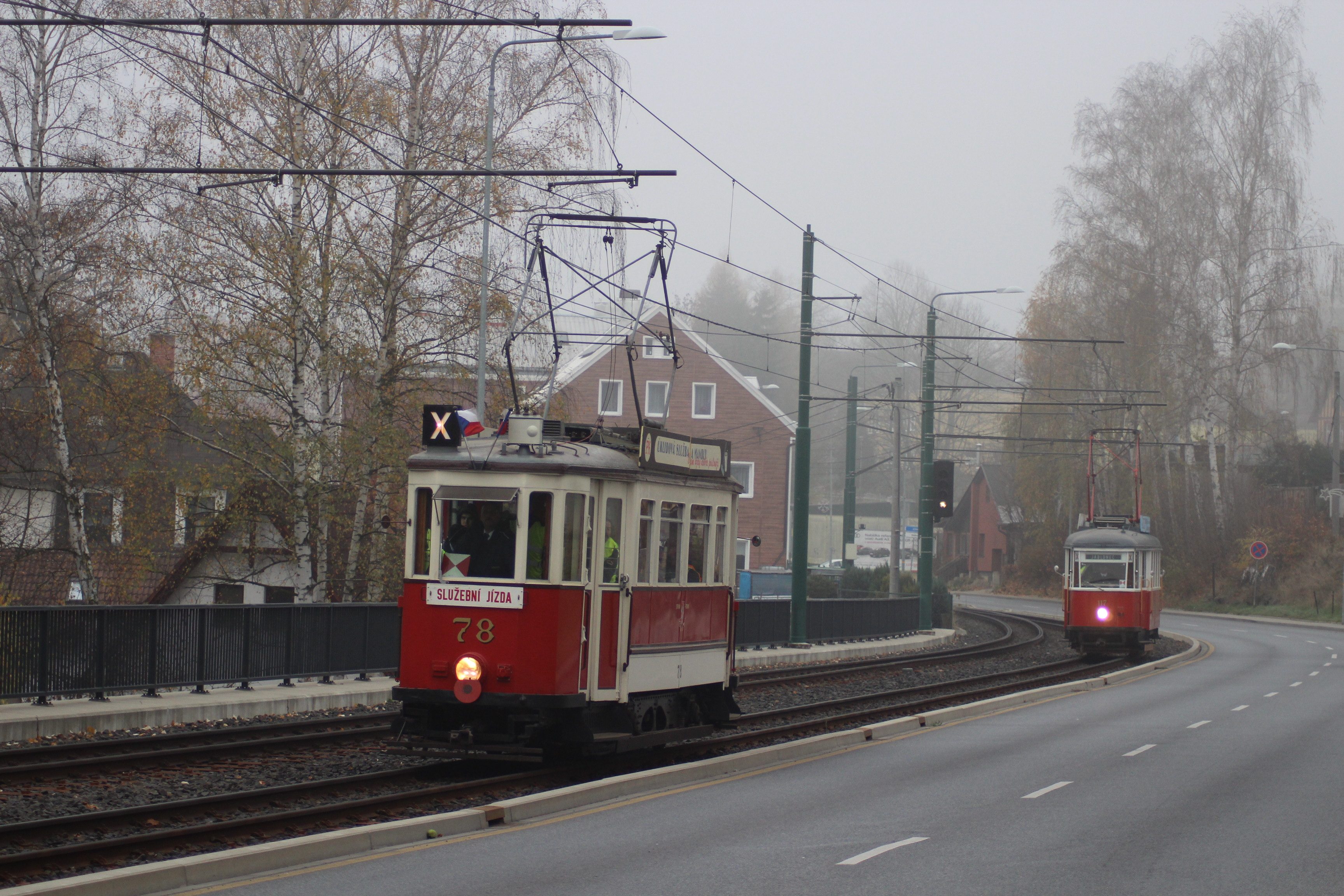
Historické tramvaje Bovera a 6MT

V Liberci se také nacházejí historické vozy, o které pečuje Boveraclub:
- „Bovera“, ev. č. 78 (původně z Ústí nad Labem, rok výroby 1929), v provozu od r. 2001
- 6MT, ev. č. 117 (původně z Jablonce nad Nisou, r. v. 1953, dlouhodobě zapůjčena z brněnského Technického muzea), v provozu od r. 2011[13]
- Gotha T2D, ev. č. 144 (původně z Halle, poté Gera a Jena, r. v. 1968), čekající na renovaci
- „Bohemka“, ev. č. 36 (r. v. 1930), čekající na renovaci[14]
- liberecký vůz ev. č. 3 (r. v. 1897), bude zřejmě vyrobena replika[15]
- motorový vůz ev. č. 9 (původně z Ústí nad Labem, r. v. 1899), v renovaci
- „Plecháč“, vlečný vůz ev. č. 44 (původně pro Jablonec nad Nisou, r. v. 1932, dlouhodobě zapůjčen z brněnského Technického muzea), v provozu od r. 2015
- „Věžka“, služební vlečný vůz ev. č. 105 (původně pro Jablonec nad Nisou, r. v. 1899), stále příležitostně využívaný
- Tatra T2R, ev. č. 17 (původně z Ostravy, poté jako služební vůz ev. č. 213, r. v. 1961), zapůjčen od Dopravního podniku měst Liberce a Jablonce nad Nisou
- Tatra T3M, ev. č. 8106 (pražský vůz zkoušený v Liberci v letech 1993–1994, r. v. 1973), zapůjčen od Dopravního podniku měst Liberce a Jablonce nad Nisou[3]